# Bárbara López
Bárbara Elizabeth López Pérez (Monterrey, Nuevo León, 13 de agosto de 1992), conocida profesionalmente como Bárbara López, es una actriz mexicana que se dio a conocer en la telenovela Vino el amor dando vida a Erika Ballesteros.

## Biografía
Egresada del Centro de Educación Artística (CEA) de Televisa. Su debut en televisión fue en la telenovela Amor de barrio del productor Roberto Hernández Vázquez.
En 2015, interpreta a Lucero en Un camino hacia el destino, a lado de Paulina Goto, Claudia Martín, Vanya Aguayo y Samadhi Zendejas. 
En 2016, se integra a Vino el amor en donde hace pareja con Raúl Coronado y compartiendo créditos con Óscar Bonfiglio e Irina Baeva. En 2017, participa en la telenovela Papá a toda madre, junto a Sebastián Rulli y Maite Perroni.
En noviembre de 2018, comenzó su participación en la telenovela Amar a muerte, donde da vida al personaje de «Juliana Valdés». El desarrollo del personaje se presenta dentro de una relación lésbica con el personaje de «Valentina Carvajal» interpretado por la actriz Macarena Achaga. 
Tal fue la recepción de la pareja de chicas, apodada como «Juliantina», que se convirtió rápidamente en tendencia global dentro de la comunidad LGBT, además de convertirse en la primera pareja lésbica en la historia de la televisión abierta mexicana presentada mediante escenas sin censura en una producción dentro del horario estelar de la televisora mexicana. Convirtiéndose en todo un fenómeno en redes sociales.
El 28 de febrero de 2020, se estrenó la serie Desenfrenadas, una serie original de Netflix, en donde ella forma parte del elenco principal junto con Tessa Ía, Lucia Uribe, y Coty Camacho.
El 15 de julio de 2021 se estrenó la película El Mesero, en donde comparte créditos con Vadhir Derbez, filme que contó con una muy buena recepción por parte de la crítica, la prensa y el público.
En el mismo año también se unió a la serie El juego de las llaves, al final de la 2.ª temporada con el personaje de Venecia, desarrollando por completo su personaje en la tercera temporada de la serie. 
En 2022 participó en Señorita 89, una serie ambientada en México de los años 80, producida por Pablo Larraín, escrita y dirigida por Lucía Puenzo, retrata la crudeza de los certámenes de belleza, el machismo, el mal uso del poder y problemas más puntuales como la violación y la drogadicción. Dentro de este esquema Bárbara interpreta a Dolores Acevedo, la candidata más fuerte a Miss México. Con este personaje la actriz nos deja ver una actuación mucho más madura, desgarradora e impactante, siendo muy ovacionada por la crítica. 
También en el mismo año debutó en teatro con las obras de teatro Animales de compañía y Prueba Perfecta.

## Trayectoria
| Año       | Título                           | Personaje                           |
| --------- | -------------------------------- | ----------------------------------- |
| 2015      | Amor de barrio                   | Bárbara Cánseco                     |
| 2016      | Un camino hacia el destino       | Lucero Gutiérrez Vega               |
| 2016-2017 | Vino el amor                     | Érika Ballesteros                   |
| 2017-2018 | Papá a toda madre                | María Cruz Noriega                  |
| 2018-2019 | Amar a muerte                    | Juliana Valdés                      |
| 2019      | En las buenas y en las malas     | Dany                                |
| 2020      | Desenfrenadas                    | Rocío Alcázar                       |
| 2020      | El Mesero                        | Mariana                             |
| 2021      | El juego de las llaves           | Venecia                             |
| 2022      | Señorita 89                      | "Miss Guerrero" Dolores Acevedo     |
| 2023      | Volver a caer                    | Mia                                 |
| 2023-2025 | Isla brava                       | Pilar Teijido                       |
| 2024      | ¿Quién lo mató?                  | Susana                              |
| 2025      | Chespirito: Sin querer queriendo | Margarita «Maggie» Ruiz             |
| 2025      | Los hilos del destino            | Cristina Miranda / Cristina Guillen |

## Premios y nominaciones
| Año  | Premio                    | Categoría               | Trabajo nominado | Resultado |
| ---- | ------------------------- | ----------------------- | ---------------- | --------- |
| 2017 | Premios TVyNovelas        | Mejor actriz revelación | Vino el amor     | Ganadora  |
| 2019 | Premios TVyNovelas        | Mejor actriz juvenil    | Amar a muerte    | Ganadora  |
| 2019 | Premios Eres              | Mejor actriz            | Amar a muerte    | Nominada  |
| 2019 | Premios Eres              | Mejor beso              | Amar a muerte    | Nominada  |
| 2019 | MTV Millennial Awards     | Pareja en llamas        | Amar a muerte    | Ganadora  |
| 2019 | MTV Millennial Awards     | Mejor fandom            | Amar a muerte    | Ganadora  |
| 2019 | E! Online TV Scoop Awards | Mejor pareja            | Amar a muerte    | Ganadora  |
| 2019 | E! Online TV Scoop Awards | Mejor fandom            | Amar a muerte    | Ganadora  |
| 2019 | Kids Choice Awards México | Chica trendy            | Ella misma       | Ganadora  |